# Первый тяжёлый артиллерийский дивизион
Первый тяжёлый артиллерийский дивизион — полевое артиллерийское формирование (дивизион) тяжёлой артиллерии Вооружённых Сил Российской Империи.
В литературе встречаются наименования воинской части — Первый тяжелый артиллерийский дивизион, 1-й тяжёлый артиллерийский дивизион, 1 тадн. Дивизион полевой тяжёлой артиллерии предназначался для усиления артиллерийской поддержки войск на направлении главного удара.

## История
Тяжёлая артиллерия — в противоположность лёгкой имеющая более тяжёлое вооружение и снаряжение, на начало XX столетия это деление сохранилось только в кавалерии, но развитие военного дела вернуло её на места сражений и битв. В ВС России применялось словосочетание Позиционная артиллерия, к 1911 году это название повсюду было  заменено понятием тяжёлой артиллерии, которая подразделялась на полевую тяжёлую и тяжёлую (осадную) артиллерию.
Полевая тяжёлая артиллерия находилась в этот период в стадии сформирования, хотя необходимость в ней остро ощущалась ещё в Русско-японской войне, 1904 — 1905 годов. Так в 1910 году были сформированы, в августе, 1-й тяжёлый артиллерийский дивизион, Первый Сибирский тяжёлый артиллерийский дивизион и другие формирования рода оружия.
Высочайше установлено, 20 мая 1911 года, обмундирование полевой пешей артиллерии с шифровками на погонах и эполетах — из специального знака артиллерии и под ним шифровка — 1.Тж..
К 1914 году в полевых войсках России было 8 дивизионов (всего 24 батареи) полевой тяжёлой артиллерии, уступая по количеству формирований вероятному противнику.
В сентября 1914 года на базе 1-го тяжёлого артиллерийского дивизиона была сформирована 1-я тяжёлая артиллерийская бригада (1-я полевая тяжёлая артиллерийская бригада), которая вошла в состав 1-й армии Северо-Западного фронта.

## Состав
- Первая батарея (1-я батарея), происходит от сформированной 5 октября 1904 года 1-й роты 1-го осадного артиллерийского полка, переименованной 26 февраля 1908 года в 1-ю роту Виленского осадного артиллерийского полка;
- Вторая батарея (2-я батарея) происходит от сформированной в Динабурге 25 июня 1893 года 2-й роты осадного полка, наименованной 27 марта 1902 года тою же ротою 1-го осадного артиллерийского полка, а 26 февраля 1908 года — Виленского осадного артиллерийского полка;
- Третья батарея (3-я батарея) сформирована одновременно с дивизионом, в 1910 году. Старшинство батарей на 1911 год не было установлено.

## Командир
- А. С. Дацкевич, полковник (04.08.1910 — 24.10.1910);
- К. А. Бух, полковник (08.02.1911 — 17.08.1914)